# افیناکونازول
افیناکونازول (انگلیسی: Efinaconazole) که با نام‌های تجاری Jublia و Clenafin فروخته می‌شود، یک ضد قارچ تری‌آزول است.  این دارو برای استفاده در ایالات متحده آمریکا، کانادا و ژاپن به عنوان یک محلول موضعی ۱۰ درصد برای درمان اونیکومایکوز (عفونت قارچی ناخن) تأیید شده است.  افیناکونازول به عنوان یک مهارکننده 14α-دمتیلاز عمل می‌کند.
این دارو در سال ۲۰۲۰ میلادی به عنوان یک داروی ژنریک در ایالات متحده تأیید شد.

## مصارف پزشکی
افیناکونازول یک ضد قارچ آزول است که در ایالات متحده برای درمان موضعی اونیکومایکوز ناخن‌های پا ناشی از تریکوفیتون روبروم و تریکوفیتون منتاگروفیت استفاده می‌شود.
در دو کارآزمایی بالینی، ۱۷.۸% و ۱۵.۲% از بیمارانی که از افیناکونازول استفاده می‌کردند، در مقایسه با ۳.۳% و ۵.۵% بیمارانی که از دارونما استفاده می‌کردند، درمان شدند.
افیناکونازول به خصوص موثر نیست، اما در حال حاضر بهترین درمان موضعی موجود است، با میزان درمان دو یا سه برابر بهتر از بهترین درمان موضعی بعدی، سیکلوپیروکس.  این یک گزینه معقول برای بیماران با موارد خفیف یا بیمارانی که نمی‌توانند از درمان خوراکی استفاده کنند، در نظر گرفته می‌شود.